# Pawtucket
Pawtucket város Rhode Island államban, Providence megyében. Lakossága 2000-ben 72 958 volt. Az állam negyedik legnagyobb városa.

## Története
A várost 1671-ben alapították. Ez a szülőhelye az amerikai ipari forradalomnak. A Slater malmot 1793-ban Samuel Slater építette a Blackstone-folyó mellett, ez volt Amerika első kereskedelmi sikert hozó gyapotmalma.
Eredetileg két Pawtucket nevű város volt, a folyó nyugati oldalán lévő Pawtucket a közeli North Providence része volt, a keleti oldalon lévő Rehoboth massachusettsi város volt. Egyszer a keleti Pawtucket Rhode Islandhez került az 1860-as években, így a két rész egyesült, majd később várossá lett.